# Białe słońce pustyni
Białe słońce pustyni (ros. Белое солнце пустыни, Biełoje sonce pustyni) – radziecki eastern z 1970 roku, najsłynniejsze dzieło Władimira Motyla, które od razu po premierze zyskało status filmu kultowego. Już do końca 1970 roku obejrzało go pięćdziesiąt milionów widzów.
Zdjęcia plenerowe nakręcono na pustyni Kara-kum, w starym rezerwacie Bajram-Ali w Turkmenistanie, a także w Dagestanie i w Łudze w obwodzie leningradzkim.

## Opis fabuły
Akcja filmu rozgrywa się w Turkmenistanie na początku lat 20. XX wieku. Sierżant Fiodor Suchow (Anatolij Kuzniecow) służył rewolucji w szeregach Armii Czerwonej. Opuściwszy szpital, wędruje samotnie przez pustynię Kara-Kum, umilając sobie czas wymyślaniem listów do małżonki. Gdy po latach ciężkiej służby może wreszcie powrócić do żony, do rodzinnej wsi nad Wołgą, otrzymuje jeszcze ostatnie zadanie. Ma doprowadzić w bezpieczne miejsce porzucone żony z haremu Abdułły (Kachi Kawsadze), przywódcy oddziału basmaczy. W misji towarzyszy mu młody Pietrucha (Nikołaj Godowikow).

## Obsada
- Anatolij Kuzniecow jako sierżant Fiodor Suchow
- Raisa Kurkina jako żona Suchowa
- Spartak Miszulin jako Sayid
- Paweł Łuspiekajew jako Wereszczagin
- Kakhi Kawsadze jako Abdułła
- Tatjana Fiedotowa jako Giulczataj
- Nikołaj Godowikow jako Pietrucha

i inni